# می‌خواهم آزاد شوم
می‌خواهم آزاد شوم (به انگلیسی: I Want to Break Free) ترانه‌ای از کوئین، گروه راک بریتانیایی است که توسط نوازنده گیتار بیس گروه، جان دیکن نوشته شده است. این ترانه در آلبوم سال ۱۹۸۴ گروه، آثار قرار دارد و همچنین به صورت تک‌آهنگ هم منتشر شده است. این ترانه سه نسخه متفاوت دارد: نسخه آلبومی، نسخه تک‌آهنگ و یک نسخه طولانی‌مدت که فرق آنها در مدت زمان پخش است. این ترانه در چندین ویدئو و در کنسرت بزرگداشت فردی مرکوری قرار داشت و همینطور در اکثر کنسرت‌های زنده گروه هم اجرا می‌شد. این ترانه در کنسرت بزرگداشت فردی مرکوری توسط لیزا استنسفیلد خوانده شده است. عمده شهرت این ترانه به خاطر موزیک ویدئوی آن است که همه اعضای گروه در آن لباس زنانه پوشیده‌اند که این ایده راجر تیلور، نوازنده درامز گروه بود و تقلیدی تمسخرآمیز از سریال خیابان تاجگذاری بود که برای یک مدت‌زمان طولانی پخش می‌شد